# Алф (Њемачка)
Алф (њем. Alf) град је у њемачкој савезној држави Рајна-Палатинат. Једно је од 92 општинска средишта округа Кохем-Цел. Према процјени из 2010. у граду је живјело 908 становника. Посједује регионалну шифру (AGS) 7135001.

## Географија
Алф се налази у савезној држави Рајна-Палатинат у округу Кохем-Цел. Град се налази на надморској висини од 95 метара. Површина општине износи 6,3 km².

## Становништво
У самом граду је, према процјени из 2010. године, живјело 908 становника. Просјечна густина становништва износи 143 становника/km².